# Homalopoma albidum
Homalopoma albidum är en snäckart som först beskrevs av Dall 1881.  Homalopoma albidum ingår i släktet Homalopoma och familjen turbinsnäckor. Inga underarter finns listade i Catalogue of Life.